# یواس‌اس راک (اس‌اس-۲۷۴)
یواس‌اس راک (اس‌اس-۲۷۴) (به انگلیسی: USS Rock (SS-274)) یک زیردریایی بود که طول آن ۳۱۱ فوت ۹ اینچ (۹۵٫۰۲ متر) بود. این زیردریایی در سال ۱۹۴۳ ساخته شد.